# Kleczew (gmina)
Kleczew est une gmina mixte du powiat de Konin, Grande-Pologne, dans le centre-ouest de la Pologne. Son siège est la ville de Kleczew, qui se situe environ 19 km au nord de Konin et 86 km à l'est de la capitale régionale Poznań.
La gmina couvre une superficie de 110,12 km2 pour une population de 10 012 habitants en 2016.

## Géographie
| - Plan de la gmina. - Position de la gmina sur la carte du powiat. |

Outre la ville de Kleczew, la gmina inclut les villages et les localités de :
- Adamowo
- Alinowo
- Bolesławowo
- Budy
- Budzisław Górny
- Budzisław Kościelny
- Cegielnia
- Danków
- Dobromyśl
- Genowefa
- Izabelin
- Jabłonka
- Janowo
- Józefowo
- Kalinowiec
- Kamionka
- Koziegłowy
- Marszewo
- Miłaczew
- Nieborzyn
- Przytuki
- Roztoka
- Sławoszewek
- Sławoszewo
- Słowiki
- Tręby Stare
- Wielkopole
- Wola Spławiecka
- Zberzyn
- Zberzynek
- Złotków

### Gminy voisines
La gmina de Kleczew est bordée des gminy de :
- Kazimierz Biskupi
- Orchowo
- Ostrowite
- Powidz
- Ślesin
- Wilczyn

## Structure du terrain
D'après les données de 2002 la superficie de la commune de Kleczew est de 110,12 km2, répartis comme tel :
- terres agricoles : 75 %
- forêts : 1 %

La commune représente 6,98 % de la superficie du powiat.

## Démographie
Données du 30 juin 2004 :
| Description        | Total  | Total | Femmes | Femmes | Hommes | Hommes |
| ------------------ | ------ | ----- | ------ | ------ | ------ | ------ |
| Unité              | Nombre | %     | Nombre | %      | Nombre | %      |
| population         | 9 729  | 100   | 4 952  | 50,9   | 4 777  | 49,1   |
| Densité (hab./km²) | 88,3   | 88,3  | 45     | 45     | 43,4   | 43,4   |